# 莱克桑德市镇

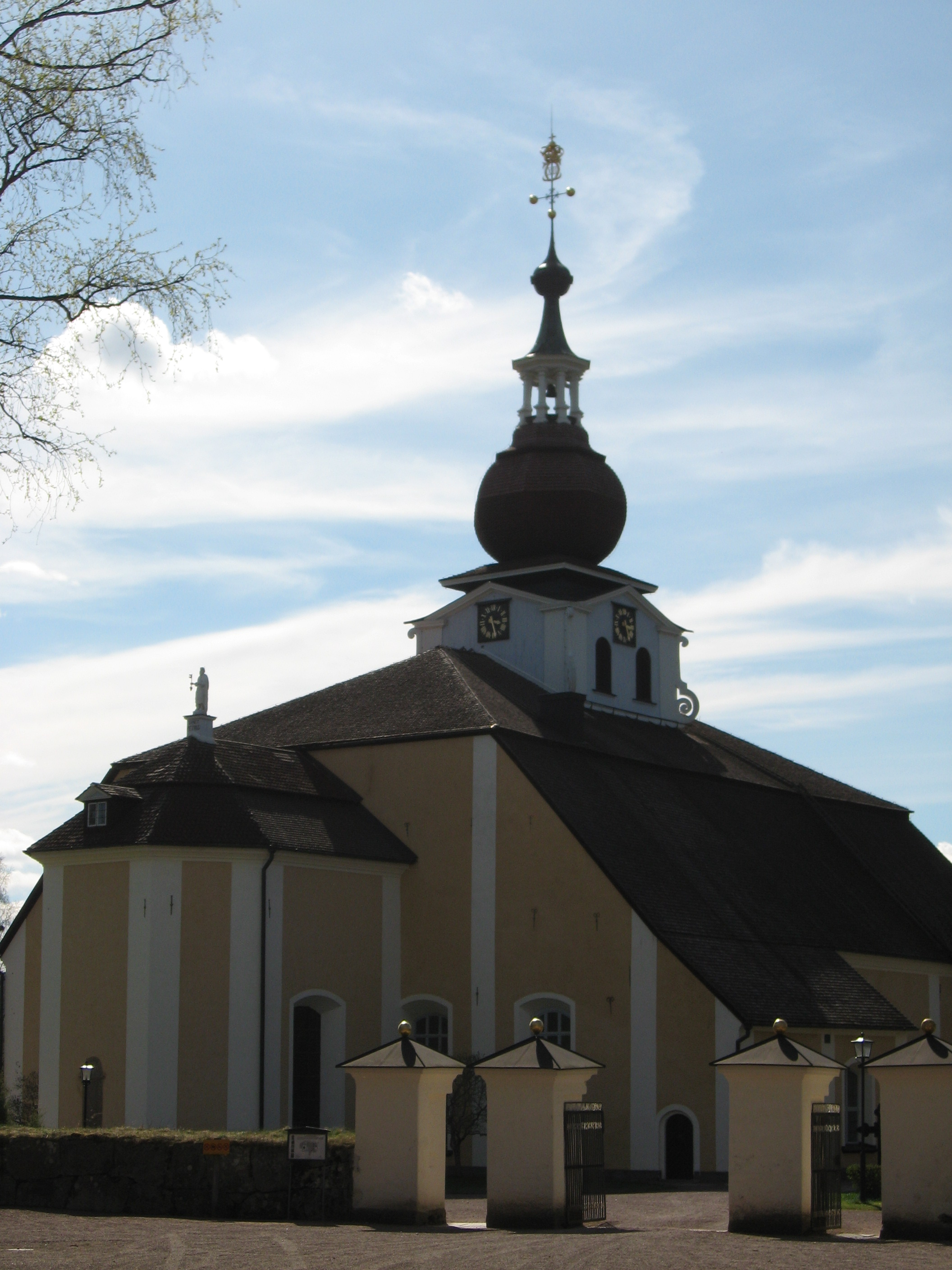
莱克桑德教堂，摄于2007年

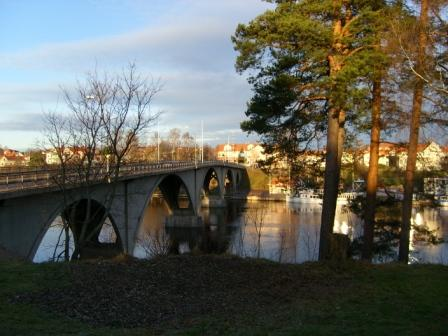
Österdal河上的一座桥梁

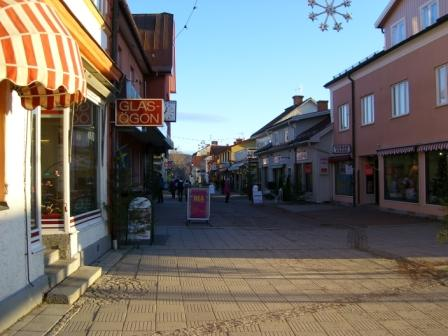
街道

莱克桑德市镇（瑞典語：Leksands kommun）是瑞典中部达拉纳省的一个市镇。其治所位于莱克桑德。